# Liste der denkmalgeschützten Objekte in Výsluní
Grundlage dieser Liste der denkmalgeschützten Objekte in Výsluní ist die ÚSKP-Liste (Ústřední seznam kulturních památek České republiky, deutsch Zentrale Liste der Kulturdenkmäler der Tschechischen Republik), die von der tschechischen Denkmalschutzbehörde NPÚ (Národní památkový ústav, deutsch Nationale Denkmalbehörde) seit 1987 geführt wird und an die seit dem Jahr 1850 geschaffenen Listen anschließt.

## Výsluní(Sonnenberg)
| Lage                                                                                         | Objekt                                                              | Beschreibung                                                                         | ÚSKP-Nr.                  | Bild                                                                |
| -------------------------------------------------------------------------------------------- | ------------------------------------------------------------------- | ------------------------------------------------------------------------------------ | ------------------------- | ------------------------------------------------------------------- |
| Výsluní (Standort)                                                                           | Kriegerdenkmal (Pomník padlých)                                     | Kriegerdenkmal von 1866 von Karl Wilfert dem Älteren (1897) mit Signatur am Denkmal. | 31009/5-870 Info Katalog  | Kriegerdenkmal (Pomník padlých)                                     |
| Výsluní, im Stadtzentrum, auf der rechten Seite der Straße nach Vejprty (Weipert) (Standort) | Nepomuksäule                                                        | Statue des hl. Johannes von Nepomuk                                                  | 27262/5-868 Info Katalog  | Nepomuksäule                                                        |
| Výsluní (Standort)                                                                           | Mariensäule                                                         | Mariensäule                                                                          | 18264/5-869 Info Katalog  | Mariensäule                                                         |
| Výsluní, am Stadtrand (Standort)                                                             | Kirche St. Wenzel (Kostel svatého Václava)                          | Kirche St. Wenzel                                                                    | 49795/5-5842 Info Katalog | weitere Bilder                                                      |
| Výsluní (Standort)                                                                           | Säule der hl. Anna selbdritt (Sloup se sochou svaté Anny Samétřetí) | Säule der hl. Anna selbdritt                                                         | 47022/5-867 Info Katalog  | Säule der hl. Anna selbdritt (Sloup se sochou svaté Anny Samétřetí) |
| Výsluní 14 (Standort)                                                                        | Rathaus                                                             | Rathaus                                                                              | 45695/5-871 Info Katalog  | Rathaus                                                             |

## Třebíška(Triebischl)
| Lage                   | Objekt       | Beschreibung | ÚSKP-Nr.                 | Bild         |
| ---------------------- | ------------ | --- | ------------------------ | ------------ |
| Třebíška 13 (Standort) | Bauerngehöft | Bauerngehöft | 40346/5-872 Info Katalog | Bauerngehöft |
| Třebíška 14 (Standort) | Bauerngehöft | Das ursprüngliche Bauerngehöft wurde in den Jahren 1966/67 abgerissen. Jetzt steht dort ein Ferienhaus Nr. 11 aus den Jahren 1978–1985. | 21819/5-873 Info Katalog | BW           |

## Volyně(Wohlau)
| Lage                              | Objekt                                                   | Beschreibung              | ÚSKP-Nr.                  | Bild           |
| --------------------------------- | -------------------------------------------------------- | ------------------------- | ------------------------- | -------------- |
| Volyně, an der Kirche (Standort)  | Sühnekreuz                                               | Sühnekreuz                | 38608/5-875 Info Katalog  | Sühnekreuz     |
| Volyně, am Haus Nr. 42 (Standort) | Sühnekreuz                                               | Sühnekreuz                | 36869/5-4766 Info Katalog | Sühnekreuz     |
| Volyně (Standort)                 | Kirche St. Peter und Paul (Kostel svatých Petra a Pavla) | Kirche St. Peter und Paul | 21212/5-874 Info Katalog  | weitere Bilder |